# Fabian Messina
Fabián Messina (Stuttgart, Alemania, 16 de septiembre de 2002) es un futbolista alemán-dominicano que juega como pivote en el Arenas Club de la Segunda Federación de España.  Es internacional absoluto con la selección de fútbol de la República Dominicana.

## Trayectoria

### SG Sonnenhof Großaspach
El 15 de agosto de 2021, debutó profesionalmente con el SG Sonnenhof Großaspach contra el Hoffenheim II disputando treinta y cuatro minutos en el empate 1-1. Seis días después se enfrentó ante el KSV Hessen Kassel, al minuto cuarenta y siete, Messina ofreció la asistencia, el encuentro terminó con victoria 4-1.

### FSV Frankfurt
El 1 de julio de 2022 fue fichado por el FSV Frankfurt. El 14 de agosto, debutó contra el FC Homburgo, disputando treinta y tres minutos en la derrota 7-0.

## Selección nacional

### Categorías inferiores
El 8 de marzo de 2021, fue convocado por el director técnico Jacques Passy para disputar el Preolímpico de Concacaf de 2020, Messina disputó los tres compromisos ante México, Estados Unidos y Costa Rica, la selección de República Dominicana fue eliminada de la competición al quedar en la cuarta posición con cero puntos.

#### Participaciones internacionales
| Competición                                  | Sede        | Resultado      | Partidos | Goles |
| -------------------------------------------- | ----------- | -------------- | -------- | ----- |
| Preolímpico de Concacaf de 2020              | México      | Fase de grupos | 3        | 0     |
| Juegos Centroamericanos y del Caribe de 2023 | El Salvador | Fase de grupos | 2        | 1     |

### Participaciones en Juegos Olímpicos
| Juegos Olímpicos               | Sede    | Resultado      | Partidos | Goles |
| ------------------------------ | ------- | -------------- | -------- | ----- |
| Juegos Olímpicos de París 2024 | Francia | Fase de grupos | 1        | 0     |

### Selección absoluta
El 20 de mayo de 2022 fue convocado para disputar la Liga de Naciones de la Concacaf 2022-23. El 2 de junio debutó con la selección caribeña ante la selección de Belice, Messina realizó al minuto veinte su primera asistencia, el encuentro tuvo la victoria por 2-0.

## Estadísticas

### Clubes
Actualizado al último partido jugado el 27 de mayo de 2023.
| Club                            | Div.          | Temporada     | Liga  | Liga  | Liga   | Copas nacionales | Copas nacionales | Copas nacionales | Copas internacionales | Copas internacionales | Copas internacionales | Total | Total | Total  |
| Club                            | Div.          | Temporada     | Part. | Goles | Asist. | Part.            | Goles            | Asist.           | Part.                 | Goles                 | Asist.                | Part. | Goles | Asist. |
| ------------------------------- | ------------- | ------------- | ----- | ----- | ------ | ---------------- | ---------------- | ---------------- | --------------------- | --------------------- | --------------------- | ----- | ----- | ------ |
| Sonnenhof Großaspach · Alemania |               |               |       |       |        |                  |                  |                  |                       |                       |                       |       |       |        |
| 4.ª                             | 2021-22       | 30            | 0     | 2     | 3      | 0                | 0                | —                | —                     | —                     | 33                    | 0     | 2     |        |
| Total club                      | Total club    | 30            | 0     | 2     | 3      | 0                | 0                | 0                | 0                     | 0                     | 33                    | 0     | 2     |        |
| FSV Frankfurt · Alemania        |               |               |       |       |        |                  |                  |                  |                       |                       |                       |       |       |        |
| 4.ª                             | 2022-23       | 24            | 0     | 0     | 1      | 0                | 0                | —                | —                     | —                     | 25                    | 0     | 0     |        |
| Total club                      | Total club    | 24            | 0     | 0     | 1      | 0                | 0                | 0                | 0                     | 0                     | 25                    | 0     | 0     |        |
| Total carrera                   | Total carrera | Total carrera | 54    | 0     | 0      | 4                | 0                | 0                | 0                     | 0                     | 0                     | 58    | 0     | 2      |
| 1. 2. Fuente:Transfermarkt      |               |               |       |       |        |                  |                  |                  |                       |                       |                       |       |       |        |

### Selección de República Dominicana
Actualizado al último partido jugado el 28 de marzo de 2023.
| Absoluta · República Dominicana |   |   |   |   |   |   |   |   |   |   |   |   |
| 2022                            | — | — | — | 4 | 0 | 0 | — | — | — | 4 | 0 | 0 |
| 2023                            | — | — | — | 2 | 0 | 0 | — | — | — | 2 | 0 | 0 |
| Total                           | 0 | 0 | 0 | 6 | 0 | 0 | 0 | 0 | 0 | 6 | 0 | 0 |
| 1. Fuente:Transfermarkt         |   |   |   |   |   |   |   |   |   |   |   |   |

## Palmarés

### Títulos nacionales
| Título             | Equipo        | País     | Año  |
| ------------------ | ------------- | -------- | ---- |
| Copa de Wurtemberg | FSV Frankfurt | Alemania | 2023 |